# Maralinga

Maralinga var ett område i South Australia som mellan 1952 och 1963 användes av Storbritannien för tester av kärnvapen, med Australiens och premiärminister Sir Robert Menzies goda minne. Åtta atombomber på totalt 70 kiloton sprängdes, och det radioaktiva avfallet beräknas ha spritts över ett stort område i södra Australien.
Maralinga betyder åskans fält på det språk som talas av aboriginerna i Pitjantjatjarastammen, som var en av de stammar som tvångsförflyttades av myndigheterna.